# Regne de Ndongo
El Regne de Ndongo o regne de Ngola, és el nom d'un estat pre-colonial africà situat a l'actual Angola, habitat pels mbundu, un poble de llengua bantú que habita al nord d'aquest país.

## Història
Els registres més antics sobre aquest regne daten del segle xvi. Va ser un dels estats vassalls del regne del Congo que existien a la regió, sent d'entre ells el de Ndongo el més poderós, liderat per un rei (el títol del qual era ngola).
Poc se sap sobre el regne a principis del segle xvi. "Angola" (adaptació de Ngola) es trobava entre els molts títols del rei del Congo (el manicongo) el 1535. Se suposa doncs que Ndongo seria en aquell temps un dels estats subordinats al Congo. En la tradició oral, recollida a finals del segle xvi, particularment pel jesuïta Baltasar Barreira, es descriu al fundador del regne, Ngola Kiluanje, també conegut com a Ngola Inene, com arribat del Congo.
Segons una altra tradició oral, el regne va ser fundat pel rei Ngola Nzinga que va liderar l'emigració del poble ambundo des del riu Níger, arribant a l'est de l'actual Angola, habitada pel poble teowkwe, instal·lant-se a Malange; Ngola Kiluanje hauria sét el quart rei de Ndongo, obtenint el càrrec després de la mort del seu oncle, el rei Ngola Kimbanda.

### Intent d'independència
En 1518 el rei de Ndongo va enviar una ambaixada a Portugal sol·licitant missioners i, indirectament, sol·licitant el reconeixement de la seva independència respecte al Congo. Una missió portuguesa va arribar a Ndongo al 1520 però disputes locals i potser també la pressió del Congo, va forçar als missioners a abandonar. Afons I del Congo va enviar als missioners al Congo i va deixar al seu pare al càrrec de Ndongo.

### Guerra del 1556
A prop del 1556, Ndongo va enviar una altra missió a Portugal sol·licitant ajuda militar i oferint-se per ser cristianitzat. El 1901, I. G. Ravenstein va afirmar que aquesta missió va ser el resultat d'una guerra entre el Congo i Ndongo, de la qual Ndongo va sortir vencedor, afirmant la seva independència. La mateixa versió és afirmada per Jan Vansina el 1966.
La segona missió portuguesa, liderada per Paulo Dias de Novais, net de l'explorador Bartolomeu Dias, va desembarcar a la desembocadura del riu Cuanza el 1560, juntament amb diversos pares jesuïtes, entre ells Francisco de Gouveia. La missió de Dias de Novais va ser un nou fracàs, tornant a Portugal el 1564.

### Conflictes amb la colònia portuguesa d'Angola
El 1571 la corona portuguesa va donar a Dias de Novais permís per a construir una colònia a Angola, autoritzant-li a fer conquestes a la regió, instal·lar colons i construir llocs militars. Paulo Dias de Novais va arribar a Luanda el 1575, situada llavors al territori del Congo, donant l'acord del rei Àlvaro I del Congo en recompensa pel suport de Portugal contra el regne de Jaga.
L'arribada dels colons portuguesos va alterar la situació política de la regió, amb els portuguesos intentant intervenir en l'administració del Regne de Ndongo, la qual cosa va portar a la guerra entre Ndongo i Portugal el 1579. El veí Regne de Matamba va exercir un petit paper en els inicis de la guerra, però l'amenaça d'una victòria portuguesa va incentivar al governant de Matamba (probablement un rei anomenat Kambolo Matamba) a intervenir, enviant un exèrcit per ajudar al Regne de Ndongo contra els portuguesos, i jugant un paper determinant en la derrota dels portuguesos a la Batalla de Lukala el 1590.
Incapaç de conquerir territoris per si sol, Dias de Novais va fer aliances temporals amb tots dos regnes, Congo i Ndongo, servint com a exèrcit mercenari.
Entre el 1640 i el 1648 la ciutat costanera portuguesa de Luanda va ser ocupada pels Països Baixos que la van rebatejar com Fort Aardenburgh, prestant la Reina Ginga suport militar als holandesos.